# Siemens-Schuckertwerke

Рекламный плакат с изображением автомобилей Protos производства компании «Siemens-Schuckertwerke».

Дирижабль мягкой системы SSL1 (длина — 118 м) и ангар для дирижаблей на заводе компании «Сименс-Шуккертверке» в районе Бисдорф/Берлин, 1911 г.

Siemens-Schuckertwerke (рус. Сименс-Шуккертверке) — немецкая компания, занимавшаяся авиастроением, автомобилестроением, производством электротехнического оборудования и бытовой техники. В 1903 году компания Siemens & Halske приобрела компанию Elektrizitäts-Aktiengesellschaft vorm. Schuckert & Co. и, соединив с собственными активами, образовала компанию Siemens-Schuckertwerke GmbH (AG с 1927 года).
В 1908 году компания приобрела немецкого производителя автомобилей Protos Automobile GmbH. Автомобили Protos были неоднократными призерами различных гонок. Однако в 1920-х годах производство автомобилей было прекращено. В то же время, под маркой «Protos» компания выпускала различную бытовую технику.
До 1917 года Siemens-Schuckertwerke имела заводы в Санкт-Петербурге — «Сименс и Гальске» (ныне производственное объединение «Электросила») и электромеханический завод «Сименс-Шуккерт» (ныне завод «Электроаппарат»).
В 1917 году компания построила Siemens SSW R VIII — самый большой биплан в мире.
В 1925 году компании J.A. Maffei, Siemens-Schuckertwerke GmbH и AEG объединились в консорциум для постройки серии из 35 электрических локомотивов, одной из первых в мире.
В 1939 году компания Siemens-Schuckertwerke AG стала полностью принадлежать Siemens & Halske AG.
По окончании Второй мировой войны компания, наряду с остальными предприятиями, входившими в «Дом Сименса», находилась в сложном положении, потеряв большинство активов и производственных мощностей. Однако восстанавливающаяся экономика Германии требовала роста промышленного производства и компании, входящие в «Дом Сименса», стали одними из локомотивов «немецкого экономического чуда».
В 1959 году компания Siemens-Schuckertwerke представила на рынок электронную модульную систему управления SIMATIC.
В 1966 году компания вошла в состав Siemens AG.